# Itteville
Itteville – miejscowość i gmina we Francji, w regionie Île-de-France, w departamencie Essonne.
Według danych na rok 1990 gminę zamieszkiwało 4685 osób, a gęstość zaludnienia wynosiła 384 osób/km² (wśród 1287 gmin regionu Île-de-France Itteville plasuje się na 339. miejscu pod względem liczby ludności, natomiast pod względem powierzchni na miejscu 271.).